# Rafael Delgado Barreneche
Rafael Delgado Barreneche (Santa Marta, 24 de julio de 1906 - Bogotá, 1.º de julio de 1983) fue un abogado, politólogo, diplomático y político colombiano, miembro del Partido Conservador Colombiano, siendo de la corriente laureanista.
Delgado era abogado y politólogo del Colegio Mayor de Nuestra Señora del Rosario. Fue nombrado ministro de hacienda en 1950 por el presidente Laureano Gómez hasta 1951. Fue defensor del sistema del Frente Nacional, por el cual llegó a ser ministro de Fomento en 1958 bajo la administración de Alberto Lleras, gobierno en el que se le encargó la cancillería brevemente.
Fue nombrado también embajador en Londres, pero rechazó el nombramiento por el estado de salud de su esposa. También fue miembro de la Junta Directiva del Banco de la República en su calidad de ministro de hacienda, y luego como particular adscrito al banco.

## Biografía
Rafael Delgado Barreneche nació en Santa Marta, el 24 de julio de 1906, en el seno de una familia tradicional de la región, a pesar de que sus padres tenían arraigo en el interior del país.
Delgado se trasladó en su edad temprana precisamente a la capital, donde egresó como abogado y profesionales en ciencias políticas del Colegio Mayor de Nuestra Señora del Rosario, en el corazón de Bogotá. También se vinculó al Partido Conservador Colombiano, a pesar de que su familia materna también estaba vinculada al Partido Liberal.
Delgado se dedicó al ejercicio de su profesión en el departamento comercial del Ministerio de Industrias, durante el gobierno de Enrique Olaya Herrera. Luego asumió como gerente de la Compañía Distribuidora de Azúcares.

### Ministerio de Hacienda (1950-1951)
Delgado fue nombrado por Gómez ministro de Hacienda, tomando posesión el 7 de agosto de 1950. Su misión era implementar el modelo intervencionista laureanista, inspirado en el modelo corporativo franquista, según Sáenz Rovner (2002).
Sin embargo, Colombia se encontraba alianeada con los postulados anticomunistas de los Estados Unidos, por lo que Gómez y Delgado se vieron obligados a ceder ante la política de libre mercado capitalista, muy a pesar de la negativa de Delgado, pues como católico practicante estaba en contra del modelo económico que implementaba Estados Unidos, siendo que este país era de tradición protestante.
Posteriormente, Delgado afirmaría ː

"Como conservador y católico no soy partidario del capitalismo liberal, basado en una falsa noción de la libertad económica y de una idea de beneficio exclusivista [...] este capitalismo deshumanizado de tipo clásico es sólo una versión protestante del capitalismo, despejado de todos los elementos que pueden defenderle históricamente: el concepto del bien común, la aplicación de una ética fundamentada en la caridad [y remataba] La Iglesia de Dios [...] no puede ser aliada de Mammón."
Rafael Delgado, 1952.

Claramente, Gómez y Delgado se decantaban por una política intervencionista, ligada a los principios de caridad y asistencia del catolicismo tradicional, muy por el contrario del modelo de competencia y apertura de mercados del protestantismo calvinista.
A cambio de aceptar ese modelo económico impuesto, Gómez gozó del repaldo político y diplomático del presidente Truman a pesar de su autoritarismo, no exento, sin embargo de críticas por la persecución de Gómez hacia los protestantes. A pesar de esas presiones internacionales, Delgado privatizó Ecopetrol e inició las labores para hacer lo propio con Acerías Paz del Río.
Delgado y Gómez lideraron, además, la implementación de las políticas del BID, por presión de los Estados Unidos, lo que enemistó al gobierno con la Asociación Nacional de Industriales (Andi), pese a que en el comienzo del gobierno Gómez la relación con los industriales era tan cordial que varios miembros de la Andi fueron nombrados en cargos dentro del gobierno, por ejemplo Jorge Botero Ospina.

### Regreso a la vida cotidiana
Ya fuera del gobierno, Delgado hizo parte de Oficina de Planificación de la Presidencia con el Decreto 1928 de 1951, junto con Emilio Toro y Jesús María Marulanda. Su nombramiento respondió a su afinidad con el entonces vicepresidente, Roberto Urdaneta Arbeláez, Toro representaba a los liberales y Marulanda y Delgado eran la cuota del gobierno. La comisión entró en funciones el 25 de abril de 1952 ya con Urdaneta en el poder, ya que Gómez solicitó una licencia al Congreso en noviembre de 1951 y éste designó al vicepresidente como su sucesor.
El 21 de mayo de 1958, Delgado fue nombrado por la Junta Militar de Gobierno como miembro de la Comisión Investigadora de la Violencia, órgano creado por el Decreto 165 de 1958 con el cual el gobierno militar buscaba buscar las causas de la violencia que se generó en Colombia desde los años 40, y debía presentar informes secretos dirigidos a la presidencia. El nombramiento correspondió a la renuncia de los delegados conservadores nombrados inicialmente.

### Ministerio de Fomento de Colombia (1958-1959)
El 7 de agosto de 1958, Delgado fue nombrado ministro de Fomento por el presidente Lleras Camargo, estando en el mismo hasta el 23 de marzo de 1959.
En enero de 1960, Delgado fue nombrado embajador de Colombia en Londres ante la reina Isabel II, sin embargo, no aceptó la designación por la enfermedad de su esposa, permaneciendo en el país.

### Controversias
El 13 de junio de 1960 el programa de televisión ¿Qué pasa en Colombia? dirigido por el periodista Alberto Zalamea hizo público un presunto tráfico de influencias entre el exministro Delgado y el senador Álvaro Gómez Hurtado, hijo del expresidente Gómez, por un contrato de la administración de la lotería del Huila, destinado a la beneficencia, donde estaría también implicado el gobernador Felio Andrade, bajo cuyo mandato se creó dicha institución. Por una llamada del presidente Lleras, el programa fue suspendido por una semana, en un intento de esconder el escándalo.
En represalias, Zalamea (quien era director de la revista Semana) publicó el 7 de julio un artículo sobre la situación en Cuba y de hecho, la portada de la revista mostraba a Fidel Castro. La revista seguía siendo de corte liberal y los socios eran librepensadores por lo que la publicación salió al mercado sin problemas. Sin embargo un grupo anticastrista movilizó esfuerzos por boicotear la dirección de Zalamea, quien recibió amenazas escritas, llamadas y retiro de pautas publicitarias que perjudicaron a la publicación. Zalamea culpó de esa campaña de boicot a Delgado. Curiosamente, Andrade se retiró de la gobernación el 9 de julio de ese año.

## Vida privada

### Familia
Rafael Delgado Barreneche era hijo de Leopoldo Delgado Berbeo y de Rosario Barreneche Delgado, ambos parientes entre sí.
Su padre era hijo del militar Didacio Delgado Hurtado, miembro de la aristocracia caucana. El abuelo de Rafael había estado casado con Lucía Holguín, hija del segundo matrimonio de Vicente Holguín y por tanto medio hermana de los políticos Carlos y Jorge Holguín; con Teresa, hermana de Vicente y tía de los Holguín Mallarino, y con Rafaela Hurtado e Igual, de quien desciende Rafael Delgado.
Por otra parte su abuela paterna estaba emparentada con la familia Borrero de Neiva, por lo que Ricardo los hermanos Joaquín y Clotilde García Borrero, y Misael Pastrana Borrero eran parientes lejanos de Rafael.
Su madre era prima del político liberal José María Lombana, ya que ambos eran nietos de Mariano Barreneche, pero los padres de ambos individuos eran medio hermanos, ya que Mariano se casó dos veces. Lombana era el tío de María Michelsen Lombana, madre de Alfonso López Michelsen.

#### Matrimonio
Contrajo matrimonio con Rosa Holguín Dávila, dama bogotana hija de Jaime Holguín y Caro (uno de los hijos del expresidente Carlos Holguín Mallarino y de Margarita Caro), quien era prima del banquero Julio Caro de Narváez. Tíos de Rosa eran Álvaro, Hernando, Margarita y Clemencia Holguín y Caro, quien era la esposa de Roberto Urdaneta.
Otro tío, pero por línea materna, era José Domingo Dávila Pumarejo, quien a su vez era sobrino de Sinforoso Pumarejo Quirós, abuelo materno de Alfonso López Pumarejo (esposo a su vez de María Michelsen) y bisabuelo de Alfonso López Michelsen, ya que era el padre de Rosario Pumarejo Cotés, esposa del banquero Pedro A. López.
Rafael era concuñado del periodista y escritor Eduardo Caballero Calderón, hijo del político Lucas Caballero Barrera y hermano de Lucas Caballero Calderón. La esposa de Caballero era Isabel Holguín, hermana de Rosa, la esposa de Rafael, por lo que eran sobrinos de sus esposa Luis, Antonio y Beatriz Caballero Holguín.

### Semblante
Cuenta el abogado e historiador colombiano Óscar Alarcón Núñez, que se decía de él, que lo único que tenía de delgado era su primer apellido, ya que era una persona corpulenta, cuyo peso llegó a ser de 120 kg.